# 테헤란
테헤란(페르시아어: تهران)은 이란의 수도로 테헤란 주의 인구 1105만명의 중심지이다. 이란의 정치, 경제, 문화의 중심지로써, 이란 산업의 절반 이상이 테헤란에 집중되어 있다. 서아시아에서 가장 큰 도시이며, 지구에서 21번째로 큰 도시이다.
해발 1200m의 고원(高原)에 위치하고 있다. 1796년 카자르 왕조의 수도가 되면서 발전하였다. 이란-이라크 전쟁 중에는 스커드 미사일에 의해 많은 피해가 났다.
대한민국 서울특별시의 테헤란로의 이름은 테헤란 시에서 유래된 것으로, 1977년 6월 테헤란 시장이 내한하여 서울에 머물면서 수교의 의미로 당시 서울특별시의 한 곳의 지명과 테헤란시의 한 곳의 지명을 하나씩 바꿔 명칭하기로 하여 삼릉로를 테헤란로로 바꾸게 되었다. 테헤란시에도 서울로(Seoul Street)가 있다.

## 역사
도시의 기원은 분명하지 않지만 발굴 조사에서는 기원전 6000년 전의 주거 흔적이 발견되고 있다. 9세기에는 마을이 있었는데, 이 지역에서는 레이(Rey)가 가장 번성한 도시였으며, 테헤란은 주목받는 지역은 아니었다. 13세기, 레이가 몽골에 공격을 당하면서 테헤란에 피난하여 "레이 사람들의 테헤란" 등이라고 불렸다. 14세기, 테헤란은 이름이 알려진 도시였으며, 1404년, 카스티야 왕국의 대사가 사마르칸트로 향하는 도중에 마을에 들렀는데, 이것이 서양인이 마을에 발을 디딘 최초이다. 이 시대의 마을에는 성벽이 없었다. 17세기에는 사파비 왕조의 지배자들의 주거가 만들어졌다. 타후마스부 1세는 시장과 성벽을 만들었다. 그러나 압바스 1세가 우즈벡과의 전쟁에 참전하기 위해 테헤란을 경유하게 되었을 때, 왕이 병들어서 그 후 왕이 싫어하는 도시가 되었다. 18세기, 잔드 왕조의 카림 칸은 테헤란에 궁전과 하렘의 건설을 명령하였고, 정부 기관도 이전할 예정이었지만, 결국 시라즈로 이전하게 된다. 테헤란이 이란의 수도가 된 것은 1795년, 카자르 왕조의 모하마드 칸 아자르가 이곳에서 즉위한 이후부터이다.
제2차 세계대전 중, 소련군과 영군이 테헤란에 입성하였고, 1943년에는 연합국 수뇌가 테헤란 회담을 가졌다. 전후, 모하마드 레자 팔라비는 근대화를 추진하기 위해 고레스탄 궁전이나 오울드 테헤란 지역의 건물, 성벽과 성 등은 불필요하다고 생각하여 많은 건축물이 철거되어 재건축되고, 거리의 모습도 바뀌었다. 바자르도 절반 이하로 축소됐다. 이란 - 이라크 전쟁에서 스커드 미사일의 표적이 거듭되는 공습도 막대한 피해를 냈다. 동시에 테헤란에는 난민이 모여 혼잡을 빚었다. 이란 - 이라크 전쟁 당시 소련식의 집합 주택이 난립하면서 테헤란은 또한 역사적 건축물을 잃었다. 현재는 50층이 넘는 아파트 등 초고층 건물의 빌딩이 늘고 있다. 높이 435m의 새로운 랜드 마크 밀라드 타워도 지어졌다.

## 지리

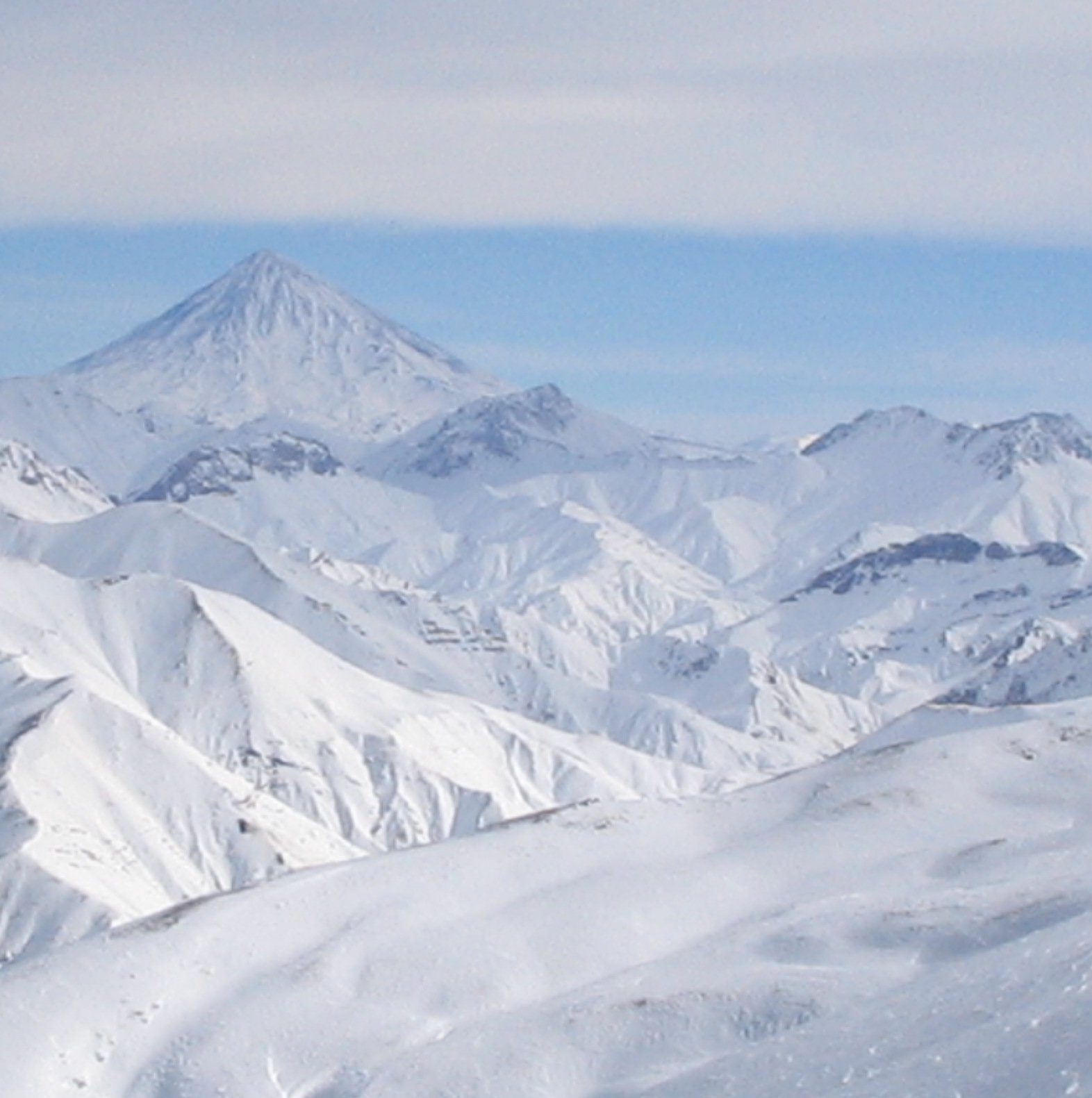
디진 스키 리조트에서 본 다마반드산

이란고원의 북서부 해발 1200m 정도의 지점에 있다. 북부에 엘부르즈산맥이 우뚝 솟아 있으며, 이 산맥과 이란의 최고봉인 다마반드산에서 남서쪽으로 66km 떨어진 산기슭에 위치한다. 남쪽으로는 중앙 사막이 펼쳐져 있다. 일반적으로는 해발이 높은 도시의 북부는 고급 주택지, 남부는 서민이다.
도쿄 도시권과 위도가 거의 일치한다. 예를 들어, 테헤란 중앙역(북위 35도 39 분 31 초 동경 51도 23 분 51 초 )과 시부야역(북위 35도 39 분 31 초 동경 139도 42 분 05 초 )가 같은 위도에 있다.

## 인구
| 연도 | 인구      | ±% p.a. |
| ---- | --------- | ------- |
| 1554 | 1,000     | —       |
| 1626 | 3,000     | +1.54%  |
| 1797 | 15,000    | +0.95%  |
| 1807 | 50,000    | +12.79% |
| 1812 | 60,000    | +3.71%  |
| 1834 | 80,000    | +1.32%  |
| 1867 | 147,256   | +1.87%  |
| 1930 | 250,000   | +0.84%  |
| 1940 | 540,087   | +8.01%  |
| 1956 | 1,560,934 | +6.86%  |
| 1966 | 2,719,730 | +5.71%  |
| 1976 | 4,530,223 | +5.23%  |
| 1986 | 6,058,207 | +2.95%  |
| 1991 | 6,497,238 | +1.41%  |
| 1996 | 6,758,845 | +0.79%  |
| 2006 | 7,711,230 | +1.33%  |
| 2011 | 8,244,759 | +1.35%  |
| 2016 | 8,737,510 | +1.17%  |

## 기후
쾨펜의 기후 구분에서 스텝 기후 (BSk)에 속한다. 겨울은 춥고, 1981 ~ 2010년 평년값의 1월 평균 기온은 5.1도, 최저 기온 극값은 -21 °C에 이른다. 겨울은 강수량도 많기 때문에 눈이 쌓이기도 하고, 부근의 산들은 스키장이다. 한편, 여름은 건조하고 매우 덥고, 7 월의 평균 기온은 31.2도, 최고 기온 극값은 42.7도다.
| 테헤란의 기후                                                          | 테헤란의 기후 | 테헤란의 기후 | 테헤란의 기후 | 테헤란의 기후 | 테헤란의 기후 | 테헤란의 기후 | 테헤란의 기후 | 테헤란의 기후 | 테헤란의 기후 | 테헤란의 기후 | 테헤란의 기후 | 테헤란의 기후 | 테헤란의 기후 |
| 월                                                                     | 1월           | 2월           | 3월           | 4월           | 5월           | 6월           | 7월           | 8월           | 9월           | 10월          | 11월          | 12월          | 연간          |
| ---------------------------------------------------------------------- | ------------- | ------------- | ------------- | ------------- | ------------- | ------------- | ------------- | ------------- | ------------- | ------------- | ------------- | ------------- | ------------- |
| 역대 최고 기온 °C (°F)                                                 | 19.6 (67.3)   | 24.4 (75.9)   | 30.3 (86.5)   | 33.4 (92.1)   | 37.0 (98.6)   | 42.2 (108.0)  | 43.0 (109.4)  | 42.4 (108.3)  | 38.4 (101.1)  | 33.4 (92.1)   | 26.4 (79.5)   | 21.0 (69.8)   | 43.0 (109.4)  |
| 일평균 최고 기온 °C (°F)                                               | 8.5 (47.3)    | 11.1 (52.0)   | 16.2 (61.2)   | 22.3 (72.1)   | 28.2 (82.8)   | 34.3 (93.7)   | 36.9 (98.4)   | 35.8 (96.4)   | 31.6 (88.9)   | 24.6 (76.3)   | 15.7 (60.3)   | 10.2 (50.4)   | 23.0 (73.3)   |
| 일일 평균 기온 °C (°F)                                                 | 4.7 (40.5)    | 7.0 (44.6)    | 11.8 (53.2)   | 17.6 (63.7)   | 23.2 (73.8)   | 28.8 (83.8)   | 31.4 (88.5)   | 30.5 (86.9)   | 26.3 (79.3)   | 19.6 (67.3)   | 11.6 (52.9)   | 6.5 (43.7)    | 18.3 (64.9)   |
| 일평균 최저 기온 °C (°F)                                               | 1.3 (34.3)    | 3.0 (37.4)    | 7.2 (45.0)    | 12.6 (54.7)   | 17.6 (63.7)   | 22.5 (72.5)   | 25.2 (77.4)   | 24.6 (76.3)   | 20.7 (69.3)   | 14.8 (58.6)   | 7.8 (46.0)    | 3.2 (37.8)    | 13.4 (56.1)   |
| 역대 최저 기온 °C (°F)                                                 | −15.0 (5.0)   | −13.0 (8.6)   | −8.0 (17.6)   | −4.0 (24.8)   | 2.4 (36.3)    | 5.0 (41.0)    | 14.0 (57.2)   | 13.0 (55.4)   | 9.0 (48.2)    | 2.8 (37.0)    | −7.2 (19.0)   | −13.0 (8.6)   | −15.0 (5.0)   |
| 평균 강수량 mm (인치)                                                  | 31.7 (1.25)   | 32.9 (1.30)   | 42.5 (1.67)   | 34.8 (1.37)   | 14.0 (0.55)   | 2.3 (0.09)    | 2.3 (0.09)    | 1.4 (0.06)    | 0.9 (0.04)    | 13.6 (0.54)   | 30.9 (1.22)   | 31.8 (1.25)   | 239.1 (9.43)  |
| 평균 강설량 cm (인치)                                                  | 24.0 (9.4)    | 11.6 (4.6)    | 1.7 (0.7)     | 0.1 (0.0)     | 0.0 (0.0)     | 0.0 (0.0)     | 0.0 (0.0)     | 0.0 (0.0)     | 0.0 (0.0)     | 0.0 (0.0)     | 0.0 (0.0)     | 7.3 (2.9)     | 44.7 (17.6)   |
| 평균 강수일수 (≥ 1.0 mm)                                               | 4.8           | 5.4           | 5.9           | 5.2           | 3.7           | 0.8           | 0.5           | 0.3           | 0.2           | 2.5           | 4.9           | 5.3           | 39.5          |
| 평균 강우일수                                                          | 6             | 7.1           | 10.3          | 9.8           | 6.9           | 2             | 1.6           | 0.9           | 0.7           | 5.3           | 8.6           | 7.8           | 67            |
| 평균 강설일수                                                          | 5.1           | 2.9           | 1.1           | 0.1           | 0.0           | 0.0           | 0.0           | 0.0           | 0.0           | 0.0           | 0.4           | 2.7           | 12.3          |
| 평균 상대 습도 (%)                                                     | 57            | 51            | 43            | 39            | 31            | 25            | 25            | 26            | 28            | 36            | 50            | 58            | 39            |
| 평균 월간 일조시간                                                     | 176.0         | 178.0         | 208.0         | 232.0         | 284.0         | 339.0         | 344.0         | 344.0         | 305.0         | 254.0         | 181.0         | 164.0         | 3,009         |
| 출처 1: 미국 해양대기청 (평년값: 1991년~2020년, 강설량: 1981년~2010년) |               |               |               |               |               |               |               |               |               |               |               |               |               |
| 출처 2: 이란 기상기구 (극값: 1951년~현재, 강설일수: 1951년~2005년)     |               |               |               |               |               |               |               |               |               |               |               |               |               |

## 경제

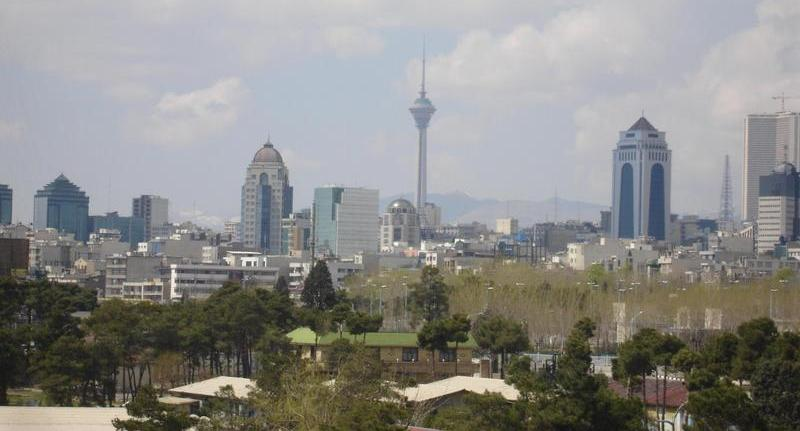
테헤란 전경

프라이스워터하우스쿠퍼스가 발표한 자료에 따르면, 이란의 2008년 도시 GDP는 1270억 달러로 세계 47 위이다. 이란 국내 산업의 절반 이상이 테헤란에 기반을 두고 있다. 주요 산업은 자동차 제조, 전자기기 및 부품 제조, 무기 제조, 섬유, 설탕, 시멘트, 화학 등 또한 카펫 제조 및 가구 제조도 활발하다. 테헤란 근교에는 석유 정제소가 위치한다.

## 교통

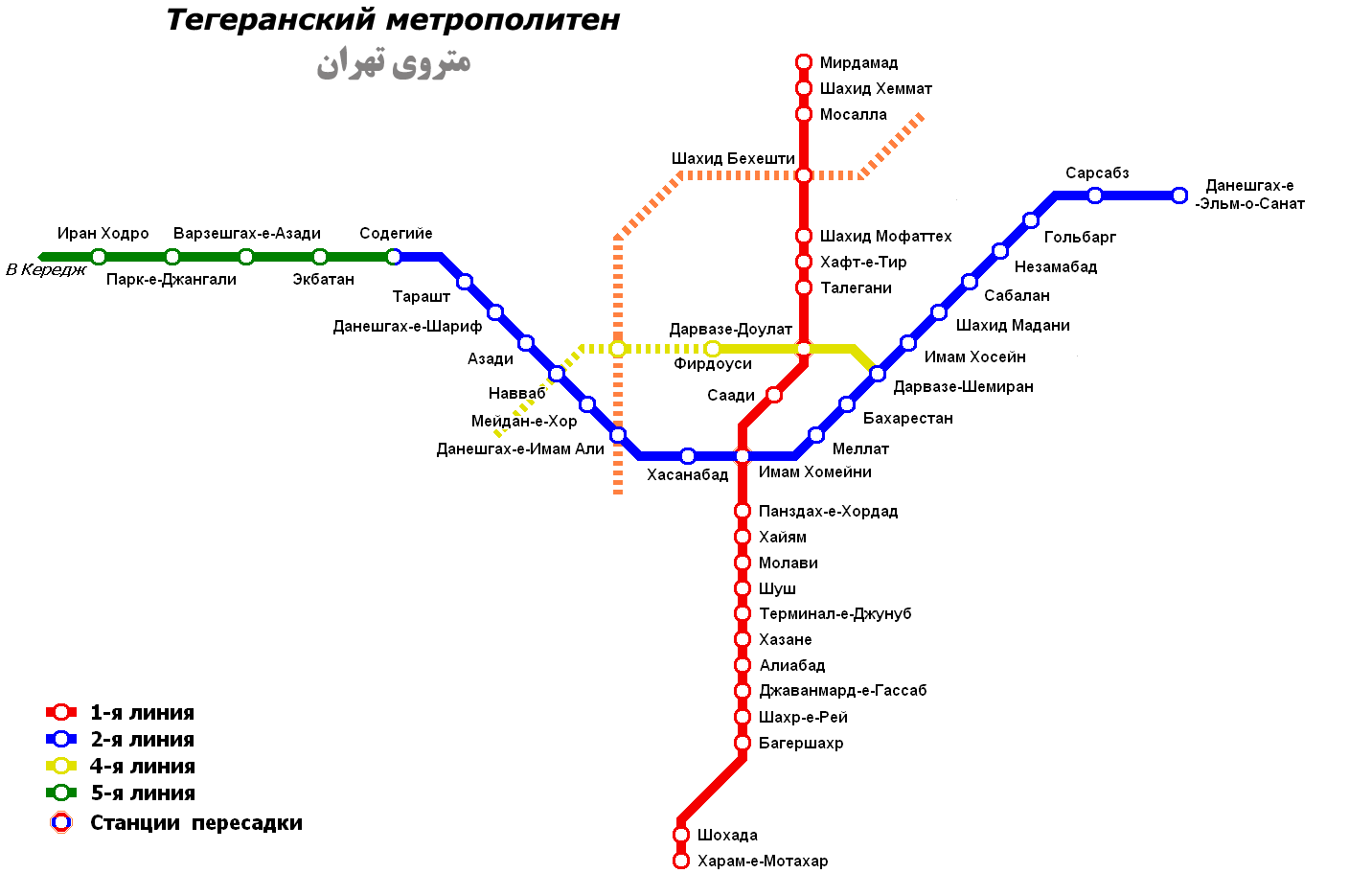
테헤란 지하철 노선도

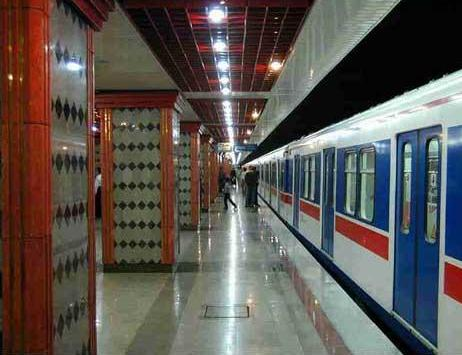
지하철

### 철도
테헤란 중앙역에서 유럽 방면을 포함하여 24시간 열차가 운행되고 있다.

### 공항
테헤란 메흐라바드 공항이 도시의 서쪽에 있다. 국내선과 순례자의 공항에서 공군 기지도 겸하고 있다. 시의 남쪽 50km에 테헤란 이맘 호메이니 국제공항이 있고, 거의 대부분의 국제선은 여기에서 출발한다.

### 지하철
테헤란 메트로는 1999년에 개통되었으며, 현재 4개 노선 (1호선, 2호선, 4호선, 5호선)이 있어 중동 최대의 노선망이 되고 있다. 또한 2개 노선(3호선, 7호선)이 건설 중에 있으며, 6호선, 8호선이 추가로 계획 중에 있어서 총 8개 노선이 될 계획이다. 여성 전용 차량이 있다.

### 버스

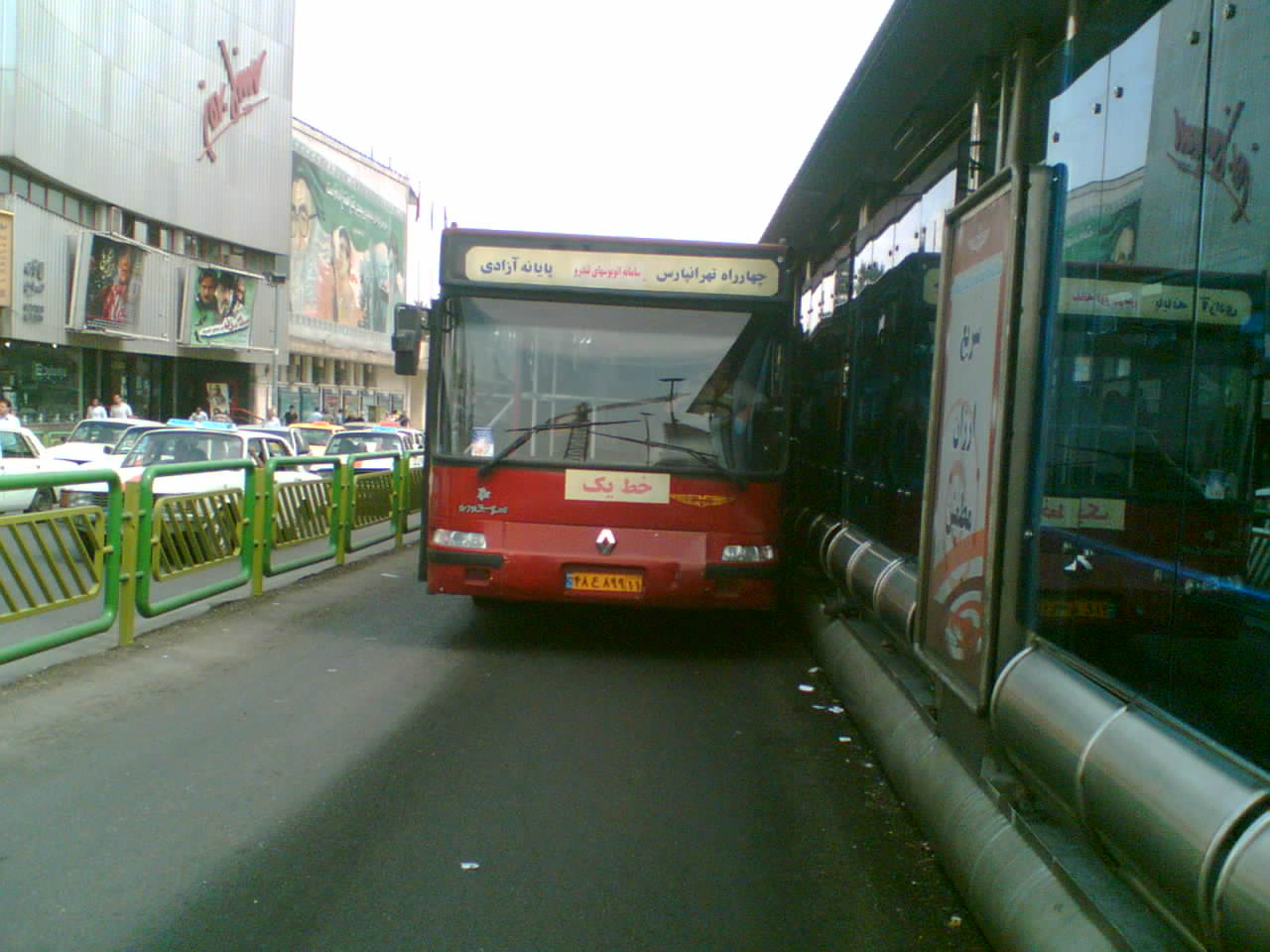
테헤란 BRT

시장의 주선으로 2008년부터 BRT라는 도로에 버스전용 차선이 만들어지고 거기에 버스가 운행되고 있다. 버스전용 차선은 울타리로 둘러싸여 있기 때문에 일반 차량은 전혀 진입되지 않으며, 버스만 도로를 고속으로 주행한다. 현재는 3개 노선에서 버스 정류장은 60개소이다. 아시아 최초였던 트롤리버스도 건재하다.

## 스포츠
테헤란은 중동에서 아시안 게임을 최초로 유치한 도시이다. 25개국 2,363명의 참가자들이 함께 한 1974년 아시안 게임이 바로 테헤란에서 열렸다.
또한 테헤란에는 수용 인원이 100,000명이 넘는 아자디 종합경기장이 있으며, 아자디 스타디움은 남아시와 중앙아시아에서 가장 규모가 큰 것 중의 하나이며, 세계적인 규모를 자랑한다. 이란 프리미어 리그의 주요 경기가 열리는 장소이기도 하다. 2005년 피파는 붕괴 위험과 부적절한 안전 절차로 관중수를 일부 제한하라고 요구하기도 했다. 테헤란에 있는 다른 경기장으로는 샤히디 다스트거디 경기장, 타크히티 경기장과 샤히드 쉬루디 경기장 등이 있다.
차로 10분 거리에 해발 3800m에서 아래로 슬라이드 여러 개의 스키 리조트와 스키장이 있다. 스키 리조트인 디진은 테헤란 북부의 알보르츠 산맥에 위치해 있다. 토찰 스키 리조트는 세계에서 다섯 번째로 높은 스키 리조트로 해발 3,730m 이상 되는 곳에 7번 스테이션이 있다. 이 리조트는 1976년 샤 전복 직전에 완공되었다.
시내에는 이란 프로 리그에 가맹된 4개의 프로 팀이 있다.
| 클럽                 | 스포츠 | 설립 | 리그                | 감독                |
| -------------------- | ------ | ---- | ------------------- | ------------------- |
| 에스테글랄 테헤란 FC | 축구   | 1945 | 이란 프로리그 (IPL) | 아미르 갈레노에이   |
| 페르세폴리스 FC      | 축구   | 1963 | 이란 프로리그 (IPL) | 마누엘 호세         |
| 나프트 테헤란 FC     | 축구   | 1950 | 이란 프로리그 (IPL) | 만수르 에브라힘자데 |
| 라 안 FC             | 축구   | 1937 | 이란 프로리그 (IPL) | 알리 다에이         |

테헤란은 또한 소규모 클럽들도 소유를 하고 있다.
| 클럽                    | 스포츠 | 리그          |
| ----------------------- | ------ | ------------- |
| 파세 테헤란 FC          | 축구   | 아자데간 리드 |
| 니로예 자미니 FC        | 축구   | 아자데간 리드 |
| 사나티 카이예 테헤란 FC | 축구   | 이란 2부 리그 |
| 모그하베메트 테헤란 FC  | 축구   | 이란 2부 리그 |
| 오그하브 FC             | 축구   | 이란 2부 리그 |
| 엔테잠 테헤란 FC        | 축구   | 이란 2부 리그 |
| 나프툰 테헤란 FC        | 축구   | 이란 3부 리그 |

## 자매 도시
- 미국 로스앤젤레스
- 대한민국 화성시
- 중국 베이징
- 러시아 모스크바
- 튀르키예 이스탄불
- 영국 런던
- 필리핀 마닐라
- 아랍에미리트 두바이
- 벨라루스 민스크
- 타지키스탄 두샨베